# Hernán Casciari
Hernán Casciari (Mercedes, 16 de marzo  de 1971) es un escritor, editor y creador de contenidos argentino. Se hizo inicialmente conocido por su trabajo de unión entre literatura e internet. Creó la Editorial Orsai, la productora Orsai Audiovisuales y dirige la revista Orsai, de crónica periodística y literatura. Publicó más de una docena de libros y se caracteriza por leer sus historias en voz alta en radio, televisión y teatros.

## Trayectoria
Cuando Hernán tenía 13 años consiguió su primer trabajo como periodista, como cronista de partidos de básquet para el periódico "El Oeste".
En 1990 fundó y fue jefe de redacción de la revista "La Ventana" de Mercedes. En dicha revista él admite haber hecho "periodismo mentiroso" y haber utilizado a sus vecinos en historias falsas con un fin lúdico, esto le trajo problemas legales y la revista debió cerrar dos años y medio después de su fundación. Posterior a esta revista fundó el periódico "El Domingo" pero duró poco tiempo y también debió cerrarlo.
En los años noventa se mudó a Buenos Aires y trabajó en varios medios, sobre todo del ámbito económico. Entre 1998 y 1999 se dedicó principalmente a mandar cuentos a concursos en Europa y Estados Unidos para poder vivir de lo ganado. 
En el año 2000 ganó un premio y viajó a París a recibirlo, conoció a una catalana, Cristina, y se mudó con ella a Barcelona. Durante sus primeros años en España creó una empresa de clipping y paralelamente creó un blog. Hacia el año 2001 creó "Weblog de una mujer gorda" el diario personal de Mirta Bertotti, un personaje ficticio de Casciari, que para los lectores de la época era real. En el 2005 ganó el premio a mejor blog de la cadena alemana Deutsche Welle. Dicho blog fue editado en papel con el título Más respeto, que soy tu madre (Plaza & Janés) en diversas ediciones en español (España, Argentina y México) y traducido a francés e italiano. 
Empezó a escribir en el 2004 "El diario de Letizia Ortiz", contando los primeros meses de la vida de Letizia Ortiz en primera persona desde el anuncio de su compromiso con el heredero de la Corona de España. Posteriormente escribió el blog "Juan Damaso, vidente".
En 2005 puso voz en Internet al protagonista de la serie de TV 'Mi querido Klikowsky'. A fines del mes de septiembre de 2006 la Editorial Sudamericana publicó en Argentina y otros países de habla hispana la novela "Más respeto que soy tu madre" pero con el nombre "Diario de una mujer gorda". En septiembre de 2007 publicó su segundo libro, 'España, perdiste', editado bajo el sello Plaza & Janés. Para la versión latinoamericana de ese libro la Editorial Sudamericana lo publicó con el nombre "España, decí alpiste".
En el periódico español El País desarrolló desde finales de 2006 el proyecto blogoficcional "Yo y mi garrote. Blog de Xavi L.", respaldado por la publicación de una noticia falsa en la edición en línea del rotativo con la que se logró dar mayor verosimilitud al personaje, un enfermo mental que escribía un blog y publicaba vídeos como parte de una novedosa terapia. La autoría se divídía entre el propio Casciari y el actor de los vídeos. El objetivo artístico era que el público no pudiera identificar como ficcional el proyecto, aunque fue descubierto poco antes de que se diera por concluido. 
En 2007 inicia un nuevo blog sobre series de televisión en la edición digital del diario El País. Y en el 2008 empieza a colaborar semanalmente en el suplemento EP3, de El País, y en el periódico argentino La Nación.
En 2008 Antonio Gasalla empezó a trabajar en la adaptación teatral de "Más respeto, que soy tu madre". La obra fue estrenada en 2009 y sería un éxito lo cual realzó la fama de Hernan Casciari y asimismo, por derechos de autor, le representó muchos beneficios económicos.
El año 2010 renuncia a los periódicos en los que trabajaba, El País y La Nación, por diferencias profesionales y creativas. A raíz de esto funda con su amigo de la infancia, Christian "Chiri" Basilis, una revista trimestral llamada Orsai. que no contendría publicidad y sería de distribución mundial. Dicha revista se vende a un precio equivalente a quince de los periódicos del sábado del diario de mayor circulación del país donde se adquiera. Para la primera edición, que apareció en enero del 2011, vendió 10.080 ejemplares. La primera temporada de la revista, que consto de 16 números, finalizó en 2013.
Además de renunciar a los diarios en los que trabajaba también creó la "Editorial Orsai" y a través de la que se publicaba la revista homónima. A partir de este momento la Editorial Orsai fue la que usó Casciari para publicar todos sus libros. Asimismo reeditó con esta editorial los libros que anteriormente publicó con "Plaza & Janés" y "Sudamericana".
En 2012 y hasta 2014 tuvo un micro en la radio Vorterix de Buenos Aires en donde relataba sus cuentos.
Para el año 2014 realizó a través de Orsai la revista Bonsái, de tiraje bimestral. La idea de este proyecto es que pueda atraer tanto a niños como a adultos.
En 2016 se integró al staff del programa Perros de la Calle Metro 95.1 que conduce Andy Kusnetzoff.
Luego de sufrir un infarto en Montevideo, Uruguay, el 6 de diciembre de 2015, los médicos le aconsejaron no viajar por un tiempo por lo que se radicó nuevamente en Argentina al año siguiente.
En 2016 y 2017 presentó el espectáculo "Una obra en construcción" en la Ciudad de Buenos Aires, junto al resto de su familia. Su cuñado el Negro Sánchez, su hermana Florencia, sus primos los Carabajal y sus sobrinos lo acompañan todas las noches en escena, mientras que su propia madre Chichita lo avergüenza en vivo. Chichita, la madre de Hernán Casciari, es una figura recurrente de los cuentos, se interpreta a sí misma en todos los fragmentos donde tiene que retar e insultar al autor. 
En 2017 pasó a integrar, como columnista, el programa radial "Todo Pasa" de Océano FM (Uruguay). En el mismo año anunció la vuelta de la Revista Orsai  con una segunda temporada que en junio de 2017 tuvo su primer número. La revista se publica con regularidad desde entonces. Ese año también comenzó con las obras teatrales "Tragedias" y "Comedias" con Zambayonny y Fabiana Cantilo respectivamente.
Para el año 2018 comenzó a presentarse en bares para leer sus cuentos en un ciclo llamado "Leyendo en bares" donde en cada presentación leía una historia de cada uno de sus libros. Asimismo durante 2018 comenzó con el cantante de tango Cucuza Castiello la obra "nostalgias".
En enero inició un micro en Telefe llamado "Cuentos de medianoche" que se emitió de lunes a viernes, en el cual Casciari leía un cuento de su autoría. En el mismo mes comenzó con el ciclo "Casciari a la carta" y lee los cuentos que elijan los asistentes al evento.
En diciembre del 2020 anunció la adquisición de los derechos para la producción de la adaptación cinematográfica de la novela "La Uruguaya" de Pedro Mairal por parte de Orsai Audiovisuales, producida por socios de la Comunidad Orsai bajo el formato de financiamiento colectivo.
En 2021, al inicio del rodaje de "La uruguaya", se conocieron nuevos proyectos audiovisuales: la película "Más respeto que soy tu madre" (basada en una novela de Casciari, y estrenada en 2022), el documental "Muchachos", con guion de Casciari y la voz de Guillermo Francella (estrenado en 2023); la película "Más respeto que soy tu madre" (estrenada en 2022), la miniserie "Canelones" (sobre un cuento de Casciari, que tuvo su fin de rodaje en 2024) y la serie "El mejor infarto de mi vida" (basada en una novela de Casciari y estrenada en 2025).

## Radio
| Año           | Programa                | Conducción           | Cadena                 | Otros       |
| ------------- | ----------------------- | -------------------- | ---------------------- | ----------- |
| 2004-2007     | Campoy en su punto      | Concha García Campoy | Punto Radio, España    | Columnista  |
| 2007-2009     | La Ventana              | Gemma Nierga         | Cadena SER, España     | Columnista  |
| 2009-2011     | Te doy mi palabra       | Isabel Gemio         | Onda Cero, España      | Columnista  |
| 2012-2014     | Tenemos malas noticias  | Mario Pergolini      | Vorterix, Argentina    | Columnista  |
| 2015-2020     | Perros de la calle (I)  | Andy Kusnetzoff      | Metro 95.1, Argentina  | Columnista  |
| 2017-2019     | Todo pasa               | Mariano López        | Océano FM (Uruguay)    | Columnista  |
| 2020          | Casa Radio              | Andy Kusnetzoff      | Metro 95.1, Argentina  | Coconductor |
| 2021-presente | Perros de la calle (II) | Andy Kusnetzoff      | Urbana Play, Argentina | Columnista  |

## Libros
| Año  | Título                                                     | ISBN              | Editorial       | Género               |
| ---- | ---------------------------------------------------------- | ----------------- | --------------- | -------------------- |
| 2005 | Más respeto, que soy tu madre                              | 84-013-3563-1     | Plaza & Janés   | Novela               |
| 2006 | Diario de una mujer gorda                                  | 987-566-186-4     | Sudamericana    | Novela               |
| 2007 | España, perdiste                                           | 84-013-7970-3     | Plaza & Janés   | Cuentos              |
| 2008 | España, decí alpiste                                       | 978-950-072-947-5 | Sudamericana    | Cuentos              |
| 2009 | El pibe que arruinaba las fotos                            | 84-013-8973-3     | Plaza & Janés   | Novela               |
| 2011 | Charlas con mi hemisferio derecho                          | 978-84-93-87772-9 | Editorial Orsai | Cuentos              |
| 2012 | El pibe que arruinaba las fotos                            | 978-84-15525-05-9 | Editorial Orsai | Novela               |
| 2013 | Más respeto que soy tu madre                               | 978-84-15525-06-6 | Editorial Orsai | Novela               |
| 2014 | España, perdiste                                           | 978-84-15525-07-3 | Editorial Orsai | Cuentos              |
| 2015 | El nuevo paraíso de los tontos                             | 978-84-15525-08-0 | Editorial Orsai | Cuentos              |
| 2016 | Messi es un perro y otros cuentos                          | 978-84-15525-09-7 | Editorial Orsai | Cuentos              |
| 2017 | Doce cuentos de verano                                     | 978-84-15525-12-7 | Editorial Orsai | Historieta           |
| 2018 | El mejor infarto de mi vida                                | 978-84-15525-13-4 | Editorial Orsai | Cuentos              |
| 2019 | Papelitos                                                  | 978-84-15525-15-8 | Editorial Orsai | Infantil, Historieta |
| 2020 | Los consejos de mi abuelo facho                            | 978-841552518-9   | Editorial Orsai | Cuentos y Teatro     |
| 2020 | Todos los desechos reservados                              | 978-841552519-6   | Editorial Orsai | Crónicas             |
| 2020 | Renuncio                                                   | 978-841552520-2   | Editorial Orsai | Antología            |
| 2021 | Seis meses haciéndome el loco                              | 978-841552523-3   | Editorial Orsai | Novela               |
| 2022 | 100 covers de cuentos clásicos                             | 978-841552526-4   | Editorial Orsai | Cuentos              |
| 2023 | Una playlist de 125 cuentos                                | 978-841552514-9   | Editorial Orsai | Cuentos              |
| 2023 | Cuentos contrarreloj                                       | 978-84-15525-35-6 | Editorial Orsai | Cuentos              |
| 2024 | La valija de Lionel y otras historias alrededor del fútbol | 978-84-15525-49-3 | Editorial Orsai | Cuentos              |

## Teatro
| Año           | Obra                            | Protagónico                                  | Dirección       | País de estreno |
| ------------- | ------------------------------- | -------------------------------------------- | --------------- | --------------- |
| 2009-2012     | Más respeto, que soy tu madre   | Antonio Gasalla                              | Antonio Gasalla | Argentina       |
| 2012-2014     | Más respeto, que soy tu madre 2 | Antonio Gasalla                              | Antonio Gasalla | Argentina       |
| 2016-2020     | Una obra en construcción        | Hernán Casciari, su familia                  | Hernán Casciari | Argentina       |
| 2017-2021     | Tragedias                       | Hernán Casciari, Zambayonny                  | Hernán Casciari | Argentina       |
| 2018-2019     | Comedias                        | Hernán Casciari, Fabiana Cantilo             | Hernán Casciari | Argentina       |
| 2019-presente | Nostalgias                      | Hernán Casciari, Cucuza Castiello            | Hernán Casciari | Argentina       |
| 2019-2020     | Cuentos dibujados               | Hernán Casciari, Horacio Altuna              | Hernán Casciari | Argentina       |
| 2019-presente | Únicamente criaturas            | Hernán Casciari, Gustavo Sala                | Hernán Casciari | Argentina       |
| 2019-2021     | Quedate conmigo, Lucas          | Luciano Mellera, Lucas Lauriente             | Pablo Picotto   | Argentina       |
| 2020-2021     | Algo puede salir mal            | Oski Guzmán, Mercedes Funes, Hernán Casciari | Corina Fiorillo | Argentina       |
| 2021-presente | Puro cuento                     | Hernán Casciari                              | Hernán Casciari | Argentina       |
| 2021-2023     | Una madre extrovertida          | Hernán Casciari, Chichita Casciari           | Hernán Casciari | Argentina       |
| 2022-2023     | Historias                       | Hernán Casciari, Mocchi                      | Hernán Casciari | Argentina       |
| 2024-presente | La señora que me parió          | Hernán Casciari, Chichita Casciari           | Hernán Casciari | Argentina       |
| 2024-presente | Nunca me importó el fútbol      | Hernán Casciari                              | Hernán Casciari | Argentina       |

## Filmografía
| Año  | Título                       | Crédito              | Dirección                        | Formato    |
| ---- | ---------------------------- | -------------------- | -------------------------------- | ---------- |
| 2022 | Más respeto que soy tu madre | Autor                | Marcos Carnevale                 | Película   |
| 2022 | La uruguaya                  | Productor            | Ana García Blaya                 | Película   |
| 2023 | Sola en el paraíso           | Productor            | Justina Bustos                   | Documental |
| 2023 | La muerte de un comediante   | Productor, Guionista | Diego Peretti, Javier Beltramino | Película   |
| 2023 | Muchachos                    | Autor, Guionista     | Jesús Braceras                   | Documental |
| 2024 | Canelones                    | Productor, Guionista | Christian Basilis, Ana Gussoni   | Miniserie  |
| 2025 | El mejor infarto de mi vida  | Autor                | Pablo Bossi                      | Serie      |

## Televisión
| Año       | Programa             | Crédito              | Cadena    | País      |
| --------- | -------------------- | -------------------- | --------- | --------- |
| 2018-2019 | Cuentos de verano    | Conductor, Guionista | Telefe    | Argentina |
| 2018-2019 | Fútbol entrelíneas   | Conductor, Guionista | TV Ciudad | Uruguay   |
| 2019-2021 | Cuentos inolvidables | Conductor, Guionista | Telefe    | Argentina |

## Premios
| Año  | Galardón                                             | País      | Obra                                    |
| ---- | ---------------------------------------------------- | --------- | --------------------------------------- |
| 1995 | Premio Novela, Bienal de Arte de Buenos Aires        | Argentina | Subir de espaldas la vida.[1]           |
| 1998 | Premio Juan Rulfo de cuento                          | Francia   | Nosotros lavamos nuestra ropa sucia.[1] |
| 2005 | Premio Deutsche Welle al mejor blog del mundo        | Alemania  | Más respeto, que soy tu madre.[4]       |
| 2011 | Premio del Congreso Iberoamericano de Redes Sociales | España    | Revista Orsai.[27]                      |